# St. Johnstone Football Club 2023-2024
Questa voce raccoglie le informazioni riguardanti il St. Johnstone Football Club nelle competizioni ufficiali della stagione 2023-2024.

## Stagione
- In Scottish Premiership il St. Johnstone si classifica al 10º posto (35 punti), dietro al Motherwell e davanti al Ross County
- In Scottish Cup viene eliminato al quarto turno dall'Airdrieonians (0-1).
- In Scottish League Cup viene inserito nel gruppo A insieme a Ayr Utd, Stirling Albion, Stenhousemuir e Alloa Athletic, classificandosi al terzo posto con 3 punti.

## Maglie e sponsor
Il fornitore tecnico per la stagione 2022-2023 è Macron, mentre lo sponsor ufficiale è GS Brown Construction.
| Casa | Trasferta | Terza divisa |

## Rosa
| N. |                        | Ruolo | Calciatore             |
| -- | ---------------------- | ----- | ---------------------- |
| 1  | Bulgaria (bandiera)    | P     | Dimitar Mitov          |
| 3  | Scozia (bandiera)      | D     | Tony Gallacher         |
| 4  | Scozia (bandiera)      | D     | Andy Considine         |
| 5  | Australia (bandiera)   | D     | Ryan McGowan           |
| 6  | Scozia (bandiera)      | D     | Liam Gordon (capitano) |
| 7  | Scozia (bandiera)      | A     | Stevie May             |
| 8  | Scozia (bandiera)      | C     | Cameron MacPherson     |
| 10 | Scozia (bandiera)      | A     | Nicky Clark            |
| 11 | Irlanda (bandiera)     | C     | Graham Carey           |
| 13 | Inghilterra (bandiera) | D     | Diallang Jaiyesimi     |
| 14 | Inghilterra (bandiera) | C     | Drey Wright            |
| 15 | Ucraina (bandiera)     | C     | Maksym Kučerjavyj      |
| 16 | Inghilterra (bandiera) | A     | Adama Sidibeh          |

| N. |                              | Ruolo | Calciatore          |
| -- | ---------------------------- | ----- | ------------------- |
| 17 | Inghilterra (bandiera)       | D     | Oludare Olufunwa    |
| 19 | Scozia (bandiera)            | D     | Luke Robinson       |
| 20 | Scozia (bandiera)            | P     | Ross Sinclair       |
| 21 | Scozia (bandiera)            | C     | Ali Crawford        |
| 22 | Galles (bandiera)            | C     | Matt Smith          |
| 23 | Austria (bandiera)           | C     | Sven Sprangler      |
| 29 | Scozia (bandiera)            | C     | Jamie Murphy        |
| 31 | Galles (bandiera)            | P     | Dave Richards       |
| 33 | Israele (bandiera)           | C     | David Keltjens      |
| 34 | Trinidad e Tobago (bandiera) | C     | Daniel Phillips     |
| 46 | Polonia (bandiera)           | C     | Franciszek Franczak |
| 50 | Scozia (bandiera)            | A     | Connor Smith        |